# Ivan Tsjerezov
Ivan Joerjevitsj Tsjerezov (Russisch: Иван Юрьевич Черезов) (Izjevsk, 18 november 1980) is een Russische biatleet.
Ivan Tsjerezov begon met biatlon op 9-jarige leeftijd, nadat een vriend hem had geadviseerd het eens te proberen. Behalve Ivan nodigde hij meerdere vrienden uit. Door de gezelligheid vond Ivan de motivatie om de sport te beoefenen.
De weg naar de top leverde ook Ivan Tsjerezov enige problemen op. Wegens tijdgebrek en motivatie wilde Ivan het biatlon in 1996 opgeven. Alleen zijn moeder kon hem er van weerhouden daadwerkelijk te stoppen en zodoende ging hij toch maar door.
Een jaar eerder had hij zijn eerste succes behaald. Bij de Russische Kampioenschappen voor junioren in Oedmoertië won hij de sprintwedstrijd. Nadat hij zijn school in 1998 afrondde volgde hij een beroepsopleiding aan de wetsacademie in Nizjegorod. Hier studeerde hij in 2002 af en in datzelfde jaar kreeg hij een baan aangeboden bij de politie. Tussen september 2002 en april 2005 werkte hij als senior luitenant. Op 27 augustus 2004 trouwde Tsjerezov met zijn vrouw Irina.
In 2000 werd hij in Zakopane Europees kampioen op de 4x7,5 km estafette en behaalde hij een zilveren medaille tijdens de individuele wedstrijd. In datzelfde jaar won hij opnieuw een zilveren medaille tijdens de estafettewedstrijd op het wereldkampioenschap voor junioren in Hochfilzen.
Er volgden nog twee zilveren medailles met de estafetteploeg. Deze werden behaald in 2001 tijdens de Universiade in opnieuw Zakopane en tijdens de Europese kampioenschappen in Forni Avoltri in 2003. Deze twee zilveren medailles werden gevolgd door een gouden twee jaar later. In 2005 werd Tsjerezov wereldkampioen tijdens de gemixte estafette op de wereldkampioenschappen in Chanty-Mansiejsk in zijn geboorteland.
Met de Russische estafetteploeg behaalde hij in februari 2006 zijn grootste prestatie door samen met Sergej Tsjepikov, Pavel Rostovtsev en Nikolaj Kroeglov de zilveren medaille te winnen tijdens de Olympische Winterspelen 2006.

## Belangrijkste resultaten

### Wereldkampioenschappen junioren
| Jaar | Plaats     | Resultaten                                                                                   |
| ---- | ---------- | -------------------------------------------------------------------------------------------- |
| 2000 | Hochfilzen | 10de 15 km individueel · 5de 10 km sprint · 4de 12,5 km achtervolging · 4 x 7,5 km estafette |

### Wereldkampioenschappen
| Jaar | Plaats                     | Resultaten |
| ---- | -------------------------- | --- |
| 2005 | Hochfilzen Chanty-Mansijsk | 59ste 20 km individueel · 26ste 15 km massastart · gemengde estafette                                                                           |
| 2006 | Pokljuka                   | 16de gemengde estafette |
| 2007 | Antholz                    | 6de 20 km individueel · 22ste 10 km sprint · 9de 12,5 km achtervolging · 16de 15 km massastart · 4 x 7,5 km estafette                           |
| 2009 | Pyeongchang                | 38ste 10 km sprint · 26ste 12,5 km achtervolging · 7de 20 km individueel · 15 km massastart · 6de 4 x 7,5 km estafette · 5de gemengde estafette |

### Olympische Winterspelen
| Jaar | Plaats | Resultaten |
| ---- | ------ | --- |
| 2006 | Turijn | 23ste 20 km individueel · 8ste 20 km individueel · 5de 10 km sprint · 15de 12,5 km achtervolging · 4 x 7,5 km estafette |

### Wereldbeker
Eindklasseringen
| Seizoen   | Algemeen | Individueel | Sprint | Achtervolging | Massastart |
| --------- | -------- | ----------- | ------ | ------------- | ---------- |
| 2003/2004 | 65ste    |             |        |               |            |
| 2004/2005 | 18de     |             |        |               |            |
| 2005/2006 | 15de     |             |        |               |            |
| 2006/2007 | 4de      |             |        |               |            |
| 2007/2008 | 5de      |             |        |               |            |